# Minnion
Minnion fue un escultor de la Antigua Grecia que vivió en el siglo V a. C. del cual se sabe que participó en la realización del gran Erecteón de Atenas, ya que su nombre aparece junto con el de otros artistas menores en una inscripción del friso de dicho templo.